# جين ستومب
جين ستومب (بالإنجليزية: Gene Stump)‏ مواليد 13 نوفمبر 1923 في شيكاغو، هو لاعب كرة سلة أمريكي معتزل. بدأ مسيرته الاحترافية في سنة 1947. تم اختياره من قبل فريق بوسطن سيلتكس خلال الدرافت. يبلغ طوله 6 قدم 2 بوصة (1.9 م). اعتزل اللعب في 1950. لعب مع بوسطن سيلتكس ولوس أنجلوس ليكرز.

## روابط خارجية
- جين ستومب على موقع إن بي أي (الإنجليزية)
- جين ستومب على موقع سبورتس رفرنس (الإنجليزية)
- جين ستومب على موقع ريلجم (الإنجليزية)
- جين ستومب على موقع بروبوليرز (الإنجليزية)